# Nauruz Bek
Nauruz Bek, noto anche come Nauruz Khan (in arabo ﻧﻪوﺭوﺯﺒﻪﻙ‎?; in tartaro: Нәүрүзбәк; ... – 1360), è stato un condottiero mongolo, khan dell'Orda d'Oro nel 1360.

## Biografia
Nauruz Bek era probabilmente figlio di Ganī Bek, khan dell'Orda d'Oro dal 1342 al 1357. Secondo lo storico russo Nikolaj Michajlovič Karamzin, egli sarebbe stato discendente di Joci e perciò anche di Gengis Khan in linea diretta.
Prese il comando dell'Orda nel 1360 dopo aver assassinato il fratello Qulpa e i nipoti Ivan e Mikhael. Nel corso del suo regno sostenne il principe russo Dmitrij Konstantinovič contro il rivale Demetrio di Russia e lo aiutò a divenire Gran Principe di Vladimir.
A pochi mesi dalla sua ascesa al trono, Nauruz Bek fu assassinato insieme al figlio Timur dal rivale Mahmud Khizr, che prese quindi il suo posto. La sua morte accelerò il disgregamento del khanato, iniziato sotto la guida di Mehemmet Birde Bek. In questo periodo di anarchia oltre venti khan si contesero l'autorità, fra cui Mamaj, potente capo militare dell'Orda Blu che prevalse tra i leader mongoli.